# Зарија Д. Вукићевић
Зарија Д. Вукићевић (Ваљево, 4. јун 1899 — Опатија, 20. мај 1978) био је српски приповедач из прве половине двадесетог века.

## Биографија
Рођен је 4. јуна 1899. године у Ваљеву, али је од детињства био везан за Крагујевац. У том граду се школовао и за време Првог светског рата из њега је са Шумадијском дивизијом, као добровољац, кренуо на пут преко Албаније и доспео на Крф. Касније је, са групом српских ђака, упућен на школовање прво у Француску, а потом и у Енглеску.
У периду од 1924. до 1933. године био је професор Мушке гимназије у Крагујевцу. После 1933. напустио је Крагујевац и преселио се у Београд.
Последње деценије живота провео је у Опатији. У том граду је и умро 1978. године.

## Литерарни рад
Литерарним радом се бавио још као гимназијалац.
У периду између два рата објавио је две збирке приповедака: Кад судбина флертује (1932) и На животним кривинама (1936). Након Другог светског рата своје приче је објављивао у дневним новинама и књижевним часописима: београдска Политика, Наша стварност, Јеж и Календар јежа.
Из политичких разлога, самосталне књиге није могао да објављује.
После његове смрти, крагујевачка Народна библиотека Вук Караџић је објавила репринт издање књиге Црква Св. Ђорђа на Опленцу, као и књигу приповедака Англо-саксонски медаљон (2002), роман Вечера у краљевском двору (2003), књигу Есеји, предавања, успомене (2007) и дневник из Првог светског рата Трагична деветсто петнаеста: Повлачење кроз Албанију (2014) из Вукићевићеве рукописне заоставштине.
Поред списатељског, значајан је и његов преводилачки рад.